# نوی کالیس
نوی کالیس (به آلمانی: Neu Kaliß) یک شهر در آلمان است که در لودویگسلوست-پارشیم واقع شده‌است. نوی کالیس ۲٬۰۶۶ نفر جمعیت دارد.